# Asmae El Moudir
Asmae El Moudir née en 1990 à Salé est une réalisatrice, scénariste et productrice marocaine.   

## Biographie
Asmae El Moudir a fait des études en cinéma documentaire à l'Université Abdelmalek Essaâdi. En 2010, elle est diplômée d'un master en production à l'Institut Supérieur de l'Information et de la Communication (ISCA) de Rabat. En 2013, elle intègre l’Université d’été de La Fémis. Elle y réalise Mémoires anachroniques ou le couscous du vendredi midi. Ne trouvant pas de producteur pour ses films, elle crée sa propre entreprise de production.
En 2019, elle réalise La guerre oubliée. Ce film documente le soulèvement des tribus Ait Baâmrane contre l'occupation espagnole et pour la de la ville de Sidi Ifni, en 1934.
Après avoir réalisé plusieurs courts métrages, elle réalise en 2020, La Carte postale, son premier long métrage documentaire. Dans ce film, elle retrouve une carte postale qui représente le village de sa mère. Cette image est le début d'une enquête sur l'enfance de sa mère.
En 2021, Asmae El Moudir réalise La Mère de tous les mensonges. Dans ce film, elle revient sur un moment tragique du Maroc, la grève du pain en juin 1981. Cette grève est sévèrement réprimée. Pour aborder cette question, son père fabrique des figurines et les maisons du quartier dans lequel la famille habitait. Asmae El Moudir interroge et fait parler les différents membres de la famille. En 2023, le film est présenté au festival de Cannes et remporte deux prix.

## Réalisations
- 2010 : La Dernière balle[11]
- 2011 : Les couleurs du silence
- 2013 : Mémoires anachroniques ou le couscous du vendredi midi[3]
- 2015 : Premier montage[12]
- 2016 : Harma
- 2019 : Guerre oubliée [5],[13]
- 2020 : La Carte postale (Fi Zaouiyati Oummi), 83 minutes [8],[2]
- 2023 : La Mère de tous les mensonges (Kadib Abyad), 97min [14]

## Prix et distinctions
- Grand Prix, festival international du film de Tanger, 2015[3]
- Grand Prix, Festival international du film de femmes de Toronto, 2021[15]
- Grand Prix, IsReal Film Festival de Nuoro, 2021[16]
- Prix de la mise en scène et Grand Prix, Festival du Film Documentaire d'El-Ayoun,  2019[17]
- prix de la mise en scène, Un certain regard, Festival de Cannes, 2023[4]
- meilleur documentaire, Festival de Cannes, 2023[4]
- l’Etoile d’or, Festival de Marrakech, 2023[18]